# Phaonia ussuriensis
Phaonia ussuriensis är en tvåvingeart som beskrevs av Zinovjev 1980. Phaonia ussuriensis ingår i släktet Phaonia och familjen husflugor. Inga underarter finns listade i Catalogue of Life.